# Заполье (Воробьёвское сельское поселение)
Заполье — деревня в Сокольском районе Вологодской области. Стоит при впадении реки Корбанка в реку Двиница.
Входит в состав Воробьёвского сельского поселения, с точки зрения административно-территориального деления — в Воробьёвский сельсовет. Расположена к югу от автодороги А123.
Расстояние по автодороге до районного центра Сокола — 63 км, до центра муниципального образования Воробьёва — 7 км. Ближайшие населённые пункты — Заднее, Середнее, Семакино, Пашиково.
По переписи 2002 года население — 11 человек.